# Ascetophantes asceticus
Ascetophantes asceticus är en spindelart som först beskrevs av Andrei V. Tanasevitch 1987.  Ascetophantes asceticus ingår i släktet Ascetophantes och familjen täckvävarspindlar.
Artens utbredningsområde är Nepal. Inga underarter finns listade i Catalogue of Life.